# Gambit Volga
El gambit Volga, o gambit Benkő, és una obertura d'escacs caracteritzada pel moviment 3...b5 a la defensa Benoni després de la seqüència:
1. d4 Cf6
2. c4 c5
3. d5 b5
|  |

## Origen i predecessors
La idea de sacrificar un peó amb ...b5 i ...a6 és bastant antiga. Karel Opočenský la va aplicar contra, entre d'altres, Gideon Ståhlberg a Poděbrady 1936, Paul Keres a Pärnu 1937, i Erich Eliskases a Praga 1937. Posteriorment, la partida Mark Taimanov-David Bronstein, Torneig de Candidats, Zúric 1953, va atraure l'atenció. Moltes d'aquestes partides començaren com una defensa índia de rei, en què les negres varen fer ...c5 i ...b5 amb posterioritat. Possiblement la primera partida en què es va fer servir l'ordre actualment estàndard 1.d4 Cf6 2.c4 c5 3.d5 b5 fou Thorvaldsson-Vaitonis, de l'Olimpíada de Múnic de 1936.
El nom original de l'obertura fou gambit Volga, en referència al riu Volga, i a causa d'un article sobre 3...b5!? que va escriure B. Argunow a Kuibyshev (actualment Samara des de 1991), Rússia, que fou publicat al segon número de 1946 de la revista Schachmaty in USSR. Aquesta denominació és la més usada en la literatura russa, i també en la catalana i castellana.
A les darreries dels 1960, aquesta idea d'obertura va ser promocionada per Pal Benko, un GM hongarès-estatunidenc, que hi va aportar noves idees, i que en va publicar un llibre The Benko Gambit el 1974. El nom "gambit Benko" (Benko Gambit) va triomfar, i és usat en general en la literatura anglòfona d'escacs.
Tot i que "gambit Volga" originalment es referia només al moviment 3...b5 (de vegades seguit per un ràpid ...e6), mentre que en Benko va analitzar a la seva obra per Batsford només el que és ara la línia principal, 3...b5 4.cxb5 a6, ambdós termes gambit Benko i gambit Volga són usats de manera intercambiable o fins i tot concorrent (per exemple, gambit Volga-Benko).

## Teoria
La línia principal continua amb les jugades 4.cxb5 a6 5.bxa6 Axa6 seguides pel fianchetto de l'alfil negre de f8. (Els jugadors de negres recelosos del sistema de doble fianquet, en què les blanques juguen g3 i b3, i fianqueten els dos alfils, han preferit 5...g6 intentant 6.b3 Ag7 7.Ab2 Cxa6! la clau és que és desagradable per les blanques enfrontar-se a l'amenaça de ...Cb4, tocant d5 i a2, quan Cc3 podria trobar-se amb ...Cfxd5 a causa de la clavada latent al llarg de la gran diagonal.) La compensació negra pel peó pren diverses formes. En primer lloc, les blanques (que ja estan endarrerides en el desenvolupament) han de solucionar el problema del desenvolupament del seu alfil de rei. Després de 6.Cc3 d6, si les blanques fan 7.e4, llavors les negres faran 7...Axf1, i després de recapturar amb el rei, les blanques hauran de gastar temps enrocant articialment amb g3 i Rg2, com ara en la línia 7....Axf1 8.Rxf1 g6 9.g3 Ag7 10.Rg2. Si les blanques eviten aquesta variant fianquetant l'alfil, cauran en una posició més passiva, amb l'alfil bloquejat pel seu propi peó de d5.
A banda d'això, les negres també obtenen un ràpid desenvolupament i un bon control de la diagonal a1-h8 i poden exercir pressió al llarg de les columnes semiobertes a i b. Aquests beneficis poden mantenir-se fins al final, de manera que, inusualment per un gambit, les negres no s'han de preocupar si es canvien les dames; fins i tot, un canvi de dames pot ser-los beneficiós, ja que elimina l'amenaça d'un atac blanc al flanc de rei.
Tot i que la línia principal del Volga és considerada com a acceptable per les blanques, hi ha diverses alternatives que eviten alguns dels problemes que pateixen. La més simple és declinar el gambit, amb 4.Cf3 o 4.a4. Una altra idea, que és popular a nivell de Grans Mestres des de 2004, és la d'acceptar el peó però llavors retornar-lo immediatament amb 4.cxb5 a6 5.b6. També és una alternativa popular 5.e3.

## Utilització
El jugador que més notablement ha practicat el gambit és qui li ha donat nom, Pal Benko. Molts dels millors jugadors del món l'han fet servir algun cop, inclosos els exCampions del món Garri Kaspàrov, Vesselín Topàlov i Mikhaïl Tal, i també els Grans Mestres d'elit Vassil Ivantxuk, Michael Adams, Aleksei Xírov, Borís Guélfand, i Ievgueni Baréiev.

## Codis a l'Enciclopèdia
L'Encyclopaedia of Chess Openings assigna tres codis al gambit Benko:
- A57 1.d4 Cf6 2.c4 c5 3.d5 b5
- A58 1.d4 Cf6 2.c4 c5 3.d5 b5 4.cxb5 a6 5.bxa6
- A59 1.d4 Cf6 2.c4 c5 3.d5 b5 4.cxb5 a6 5.bxa6 Axa6 6.Cc3 d6 7.e4